# Пећина демона
Пећина демона (фр. La Caverne maudite) француски је црно-бели неми хорор филм из 1898. године, редитеља и продуцента Жоржа Мелијеса. Један је од првих хорор филмова у историји, након још једног Мелијесовог филма, Уклети замак, који је објављен две године раније и који се сматра првим. У филму је приказана пећина препуна духова и скелета људи који су у њој умрли под неразјашњеним околностима.
Верује се да је ово први филм у коме је Мелијес користио технику вишеструке експозиције. Објавила га је Мелијесова издавачка кућа Star Film Company и налази се на 164. месту у њеном каталогу. Данас се филм сматра изгубљеним.

## Радња
Млада жена наилази на пећину која је препуна духова и скелета људи који су у њој умрли под неразјашњеним околностима.